# J.R.モンテローズ
J.R.モンテローズ（J. R. Monterose、1927年1月19日 デトロイト - 1993年9月23日 ラスベガス）は、ジャズのサクソフォーン奏者、アレンジャー。
生涯にわたり、米国、欧州の小さなジャズ・クラブを渡り歩いた。スタッカート、低音の咆哮、高音のこぶしなどを多用する個性の強い演奏から、一部に熱烈なファンがいたが、知る人ぞ知るという存在であったため、1993年9月に亡くなった時も、ジャズの専門誌でもほとんど報道されることはなかった。

## ディスコグラフィ

### リーダー・アルバム
- Jaywalkin' (1955年、Fresh Sound)
- 『J.R.モンテローズ』 - J. R. Monterose (1956年、Blue Note)
- 『ザ・メッセージ』 - The Message (1959年、JARO) ※with トミー・フラナガン。『ストレート・アヘッド』として再発あり
- Live at the Tender Trap (1963年、Fresh Sound) ※with アル・ジャロウ
- 『イン・アクション』 - In Action (1964年、Studio 4 )
- Alive in Amsterdam Paradiso (1969年、Heavy soul music)
- 『ボディ・アンド・ソウル』 - Body and Soul (1970年、Munich)
- 『ラッシュ・ライフ』 - Welcome back JR (1979年、Progressive)
- Live In Albany (1980年、Uptown)
- ...And a Little Pleasure (1981年、Uptown) ※with トミー・フラナガン
- Bebop loose & Live (1981年、private)
- 『ティー・ティー・ティー』 - T. T. T. (1988年、Storyville)

### 参加アルバム
ケニー・バレル
- 『ケニー・バレル Vol.2』 - Kenny Burrell (1956年、Blue Note)

エディ・バート
- 『アンコール』 - Encore (1955年、Savoy)
- Montage (1955年、Savoy)

テディ・チャールズ
- Teddy Charles N. D. Quartet Introducing J. R. Montrose (1955年、New Jazz)
- 『テディ・チャールス・テンテット』 - The Teddy Charles Tentet (1956年、Atlantic)

フレディ・デロンド
- Spontaneous Effort (1990年、Igloo) ※with フィリップ・カテリーン、ミシェル・エール

ケニー・ドーハム
- 『ザ・ジャズ・プロフェッツ』 - Kenny Dorham and the Jazz Prophets, Vol. 1 (1956年、ABC-Paramount)
- 『カフェ・ボヘミアのケニー・ドーハム』 - 'Round About Midnight at the Cafe Bohemia (1956年、Blue Note)

ジョン・アードレイ
- Hey There (1955年、Prestige)

チャールズ・ミンガス
- 『直立猿人』 - Pithecanthropus Erectus (1956年)

ルネ・トーマ・クインテット
- 『ギター・グルーヴ』 - Guitar Groove (1960年、Jazzland)

ジョージ・ウォーリントン・クインテット
- 『手品師』 - The Prestidigitator (1958年、East-West)